# Des Moines (rijeka)
Des Moines je rijeka u SAD-u, desna pritoka rijeke Mississippi. Rijeka Des Moines je duga 845 km, sastoji se od zapadnog i istočnog vodotak. Zapadni izvire iz jezera Shetek na jugozapadu države Minnesote, istočni iz jezera Okamanpeedan koje se nalazi na granici Iowe i Minnesote, a udružuju se kraj mjesta Humboldt u Iowi.
Veće pritoke su rijeka Boone i rijeka Raccoon, a nedaleko od Keokuk ulijeva se u Mississippi.